# Tom Reamy
Thomas Earl Reamy född 23 januari 1935 i Woodson, Texas, död 4 november 1977 i Kansas City, var en amerikansk science fiction-författare som 1975 belönades med Nebulapriset för långnovellen San Diego Lightfoot Sue.